# Dodderikatte, Channagiri
Dodderikatte là một làng thuộc tehsil Channagiri, huyện Davanagere, bang Karnataka, Ấn Độ.